# Adolph Callisen
Adolph Carl Peter Callisen (født 8. april 1786 i Glückstadt, død 7. marts 1866 i Wandsbeck) var en dansk læge. Han var nevø af Henrich Callisen og bror til Christian Friedrich Callisen.
Callisen studerede i Kiel og fra 1805 i København. Han tog kirurgisk eksamen i 1808 i København, medicinsk eksamen i 1809 i Kiel, hvor han samme år tog doktorgraden. Han rejste derpå udenlands, blev i 1812 reservekirurg ved Frederiks Hospital og adjunkt ved kirurgisk akademi i København, 1816 ekstraordinær professor, 1830 ordentlig professor ved samme akademi. I 1842 blev han ved akademiets forening med universitet professor ved dette, men tog det følgende år sin afsked. Af hans arbejder er især hans Medicinisches Schriftsteller-Lexikon der jezt lebenden Aerzte, Wundärzte, Geburtshelfer, Apotheker und Naturforscher aller gebildeten Völker (33 bind, 1830—45) bekendt.